# Lepisiota piliscapa
Lepisiota piliscapa är en myrart som först beskrevs av Santschi 1935.  Lepisiota piliscapa ingår i släktet Lepisiota och familjen myror.

## Underarter
Arten delas in i följande underarter:
- L. p. longipilosa
- L. p. piliscapa
- L. p. punctifrons